# 永樂和全
永樂 和全（えいらく わぜん、1823年（文政6年）-1896年（明治29年）5月7日）は、19世紀に活躍した京焼の陶芸家。 千家十職の一つ、土風炉師・善五郎の十二代である。江戸後期を代表する陶芸家の一人永樂保全（十一代善五郎）の長男で、幼名は仙太郎。十二代善五郎を襲名したのは1843年であり、1871年に息子の得全に善五郎の名を譲って隠居し、以降は善一郎と名乗った。
1852年に義弟・宗三郎（回全）とともに仁清窯跡に御室窯を築窯し、本格的な作陶活動に入った。さらに、44歳で隠居した後も加賀大聖寺藩に招かれて山代で製陶の指導を行うなど、精力的な活動を続けた。保全の残した負債に苦しむなどもしたが、よく後代に基盤を残した。

## 作品・作風

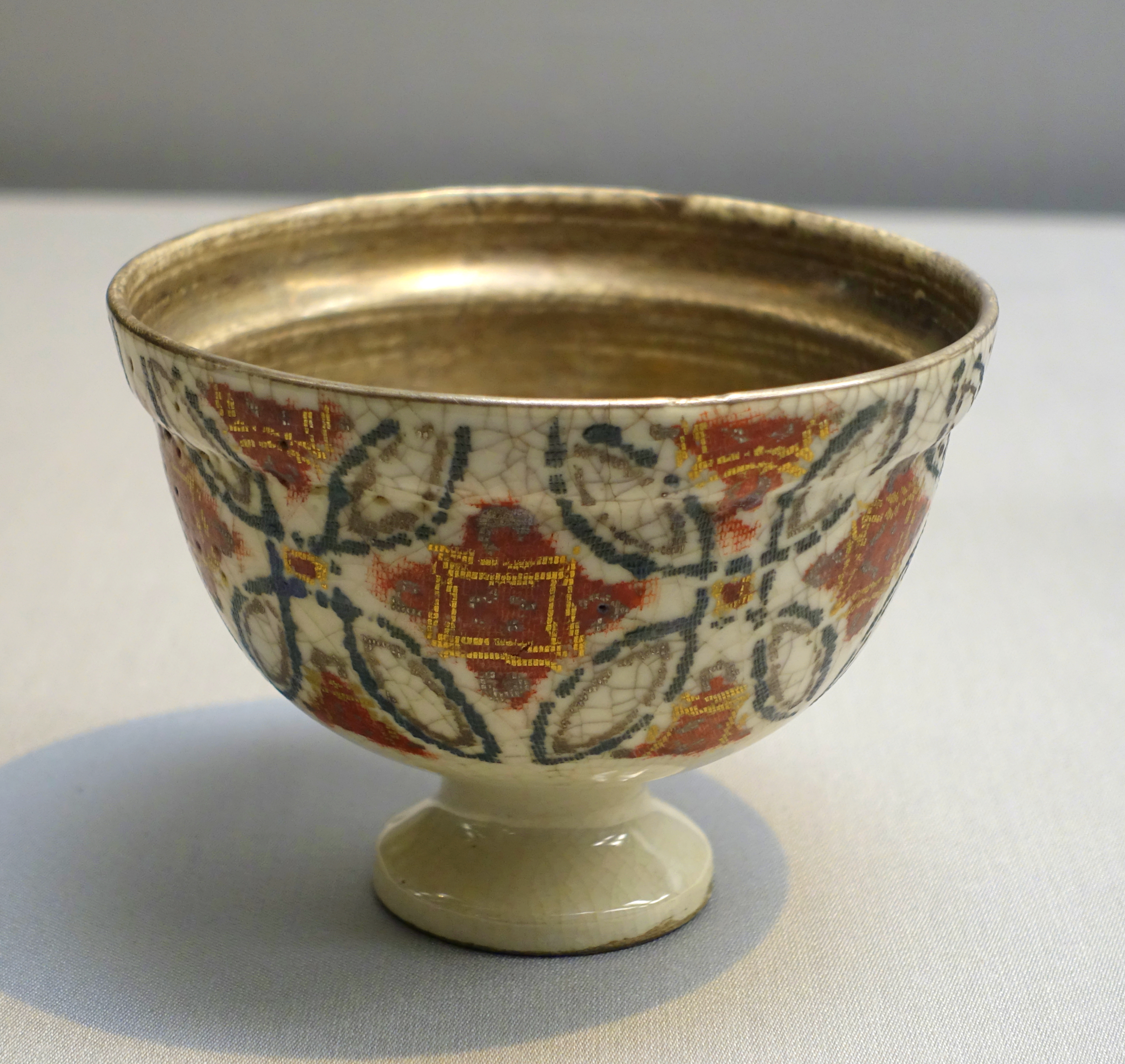
色絵七宝文盃洗 東京国立博物館蔵

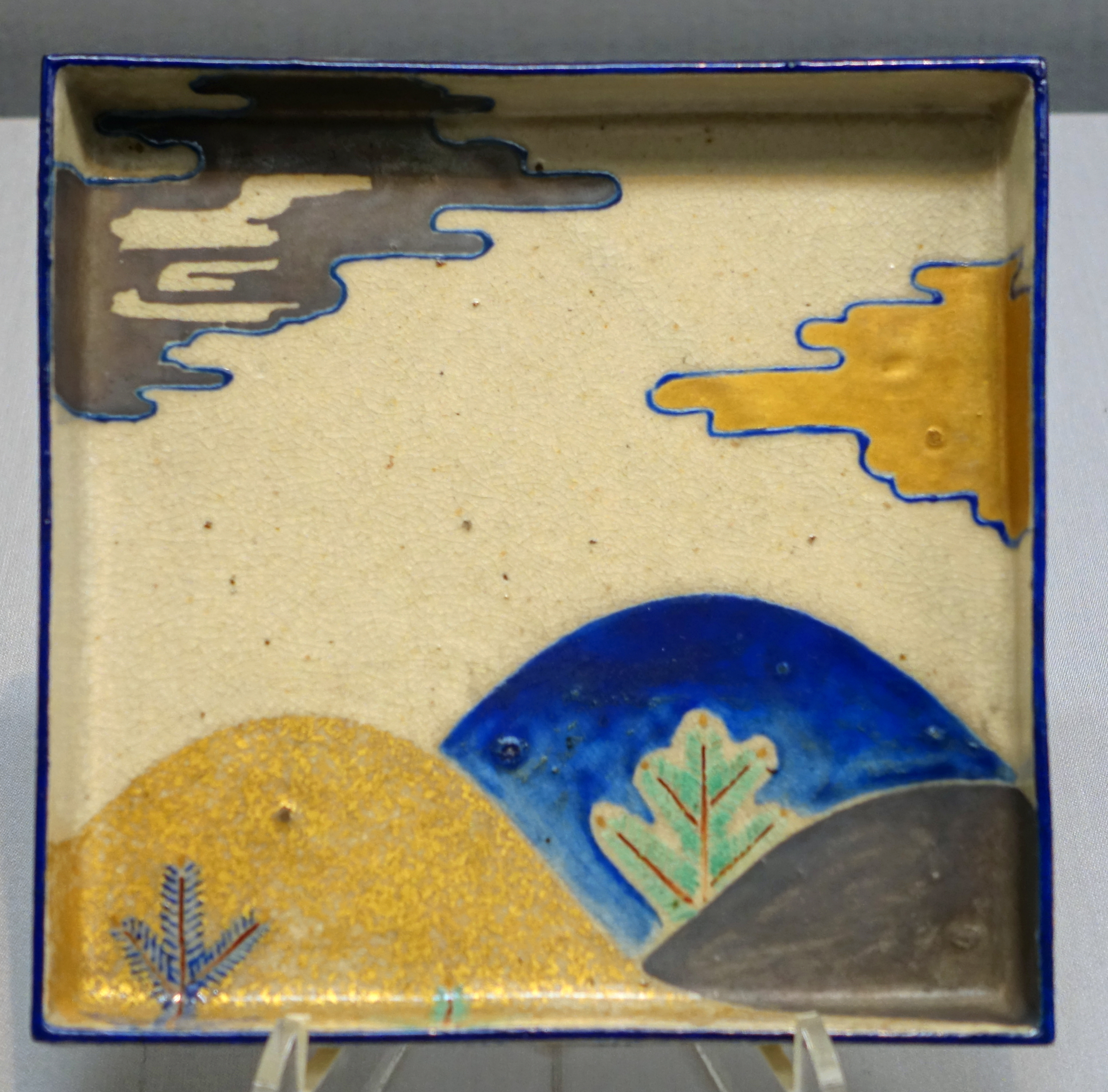
色絵遠山若松図角皿 東京国立博物館蔵

父・保全と同様、茶碗から香合、平皿など様々な作品を手掛けている。赤絵、交趾焼、仁清などの写しに優れた技量を示しているのも父と共通するところである。義弟・宗三郎など工房の人材にも恵まれ、その卓越した陶技を十分に発揮して幅広い作風の作品を残した。

## 略歴
- 1823年（文政6年）永樂保全（十一代善五郎）の長男、仙太郎として生まれる。母は2年後に没。
- 1843年（天保14年）十二代善五郎を襲名。
- 1847年（弘化4年）酒造業木屋久四郎の長女、コウと結婚。
- 1852年（嘉永5年）このころ仁清窯跡に築窯。
- 1853年（嘉永6年）長男の常次郎（後の得全）生まれる。
- 1865年（慶応元年）この頃から「和全」の銘を使用する。
- 1866年（慶応2年）宗三郎・常次郎と共に九谷焼の指導のため山代春日山に赴く。
- 1870年（明治3年）九谷から京へ戻る。
- 1871年（明治4年）得全に善五郎の名を譲り、善一郎と名乗る。また西村姓を永樂姓に改姓。
- 1872年（明治5年）三河国岡崎の豪商・鈴木利蔵に招かれ、岡崎の甲山に築窯。
- 1877年（明治10年）岡崎での作陶を終え、帰京する。
- 1882年（明治15年）一条橋橋詰町から洛東高台寺鷲尾町に転居し、菊谷焼を始める。妻・コウ没。
- 1883年（明治16年）聴力を失う。
- 1885年（明治18年）鷲尾町から祇園に転居。
- 1892年（明治25年）祇園から建仁寺塔頭の正伝院に転居。
- 1896年（明治29年）5月7日、74歳で亡くなる。